# Ludovic Valborge
Ludovic Valborge   (1889 - 1945) va ser un tirador haitià que va competir durant la dècada de 1920.
El 1924 va prendre part en els Jocs Olímpics de París, on disputà dues proves del programa de tir. Guanyà la medalla de bronze en la prova de rifle lliure per equips, formant equip amb Ludovic Augustin, Destin Destine, Eloi Metullus i Astrel Rolland, mentre en la de prova de rifle lliure, 600 metres fou sisè.